# Анг Тонг
Реамеатиптей III (кхмер. រាមាធិបតីទី៣), при рождении Анг Тонг (кхмер. អង្គទង, ʔɑŋ.tɔːŋ, 1692 — 1757, Поусат) — король Камбоджи середины XVIII века.
Полное тронное имя — Самдач Брхат Маха Упаювараджа Брхат Рамадипати Крунг Раджа (санскр. Samdach Brhat Maha Upayuvaraja Brhat Ramadipati Krung Raja).

## Биография
Анг Тонг приходился зятем королю Томмо Ретеа III. Боролся за власть с Томмо Ретеа IV и Ангом Хингом. Впоследствии осуществил убийство Анга Хинга и взошел на трон. В 1749 году вьетнамская армия вторглась в Камбоджу и установила Сатха II. Анг Тонг сбежал в Аютию.
Анг Тонг вернул себе трон после смерти Чей Четты V. Он умер в Пурчате в 1757 году.